# I liga paragwajska w piłce nożnej (1953)
Mistrzem Paragwaju został klub Sportivo Luqueño, natomiast wicemistrzem Paragwaju ze względu na równą liczbę punktów zostały dwa kluby - Cerro Porteño i Club Libertad.
Mistrzostwa rozegrano systemem każdy z każdym mecz i rewanż. Najlepszy w tabeli klub został mistrzem Paragwaju.
Do drugiej ligi spadł klub General Genes z miasta Asunción, a na jego miejsce awansował klub Sportivo San Lorenzo.

## Primera División

### Tabela końcowa sezonu 1953
| Poz | Klub                   | Mecze | Punkty |
| --- | ---------------------- | ----- | ------ |
| 1   | Sportivo Luqueño       | 20    | 29     |
| 2   | Cerro Porteño          | 20    | 27     |
| 3   | Club Libertad          | 20    | 27     |
| 4   | Club Presidente Hayes  | 20    | 25     |
| 5   | Club Olimpia           | 20    | 25     |
| 6   | Club Nacional          | 20    | 22     |
| 7   | Club Guaraní           | 20    | 15     |
| 8   | Atlántida SC           | 20    | 13     |
| 9   | Club Sol de América    | 20    | 13     |
| 10  | Club River Plate       | 20    | 13     |
| 11  | General Genes Asunción | 20    | 11     |

## Klasyfikacja strzelców w sezonie 1953
| Gole | Piłkarz        | Klub                  |
| ---- | -------------- | --------------------- |
| 15   | Antonio Acosta | Club Presidente Hayes |